# Frontier Martial-Arts Wrestling
Big Japan Pro Wrestling (BJW) was een Japanse professionele worstelorganisatie die vooral gespecialiseerd was in het organiseren van deathmatches, de hardcore variant van worstelen waarbij vaak wapens worden gebruikt. Op 6 oktober 1989 werd de eerste show gehouden.

## Geschiedenis
Op 28 juli 1989 richtte professioneel worstelaar Atsushi Onita Frontier Martial-Arts op. In FMW werden zowel worstel als vechtkunsttechnieken gebruikt. Onita stichtte ook een dojo voor vrouwelijke worstelaars, waar zij hun technieken konden trainen waarna ze mee konden doen in de FMW-shows. Ruim 4000 toeschouwers bezochten de Nagoya Sports Center voor de eerste FMW-show. De Korakuen Hall werd vervolgens gebruikt voor de tweede show op 10 oktober 1989. Op 10 december 1989, opnieuw in de Korakuen Hall, werden de toeschouwers echter getrakteerd op een heel ander soort voorstelling dan de voorgaande keren. Atsushi Onita en Tarzan Goto namen het op tegen karatevechters Mitsuhiro Matsunaga en Jerry Blayman in een Barbed wire Deathmatch.
Onita's revolutionaire ideeën in het worstelen gingen door. Zo organiseerde hij op 22 juli 1990 een Battle royal op zee. Onita liet dicht bij de kust in zee een ring plaatsen zodat de fans de mogelijkheid hadden de wedstrijd goed te volgen. Door de populariteit van de barbed wire matches kwam Onita op het idee om elektriciteit op het prikkeldraad te zetten zodat iedere keer als een worstelaar het prikkeldraad aanraakte er een explosie ontstond. Op 4 augustus 1990 gebruikte Onita het idee in een wedstrijd tegen Tarzan Goto. De wedstrijd kreeg veel publiciteit door verschillende foto's die in bladen te zien waren.

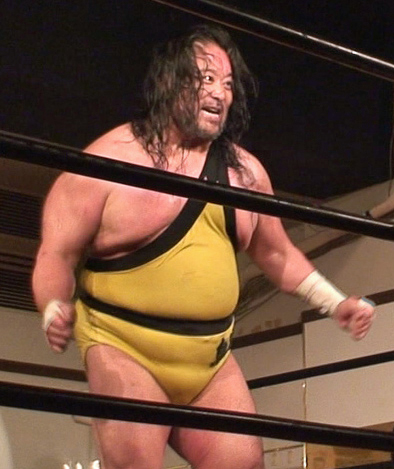
Tarzan Goto

Vanaf dat moment begon Onita steeds meer grote namen uit het hardcore worstelen naar zijn promotie te halen. Mr. Pogo, Mitsuhiro Matsunaga, Super Leather (Leatherface) en Kintaro Kanemura verschenen allemaal in de shows van FMW. Op 6 mei 1991 nam Onita het op tegen Mr. Pogo in een Exploding Double Hell Death Match. Buiten de ring waren explosieven met prikkeldraad geplaatst. Beide worstelaars, en zelfs Mr. Pogo's manager werden uiteindelijk op het explosieve prikkeldraad gegooid. De explosies waren aanzienlijk groter dan de explosies in de eerder genoemde wedstrijd tussen Onita en Tarzan Goto.
Door de reeds stijgende populariteit van FMW, en Atsushi Onita, kreeg Onita een aanbod van een bedrijf om dvd's van zijn worstelkunsten uit te brengen. Onita ontving vijfentwintigduizend dollar voor deze deal. Hij was niet langer de 'doodgewone' hardcore worstelaar. Hij reed nu rond in een dure Mercedes en had een collectie van negen dure camera's om de shows op te nemen. De worstelaars van FMW werden echter nog steeds betaald alsof FMW een beginnende promotie was. Kazuyoshi Osako en Mickey Ibaragi, die beiden Onita hadden geholpen om de organisatie op te zetten, ergerde zich zo aan het gedrag van Onita dat besloten op te stappen. In 1991 besloten Osako en Ibaragi hun eigen promotie, genaamd W*ING, op te zetten om te concurreren met Onita's FMW.
Onita bracht meer en meer buitenlands talent naar zijn promotie. Zo ook The Sheik en Sabu, die samen een team vormde. The Sheik was destijds al in de zestig maar de jonge Sabu bracht een nieuwe stijl naar het hardcore worstelen in Japan. Met veel acrobatische sprongen en technieken zorgde hij ervoor dat de fans waar voor hun geld kregen. Na de succesvolle Exploding Barbed Wire Matches kwam Onita op een idee voor nieuwe gewelddadige wedstrijden die hij had geleerd in Puerto Rico. In plaats van exploderend prikkeldraad koos hij ervoor om het prikkeldraad in brand te zetten. Op 6 mei 1992, in een show die bezocht werd door 5011 fans, worstelden Onita en Tarzan Goto tegen The Sheik en Sabu in een ring omgeven door vuur en prikkeldraad. Die keuze zou bijna fataal zijn geweest voor de worstelaars in de ring. Door de harde wind vatte de kerosine, die van de brandende doeken die rond het prikkeldraad zaten afdroop, vlam waardoor de ring al snel veranderde in één grote vuurbal. Onita, Tarzan Goto en Sabu konden met lichte brandwonden uit de ring komen. De vijfenzestigjarige Sheik bleef echter in de ring achter en lag vervolgens in coma met derdegraads brandwonden. FMW's rivaal W*ING had in 1993 eenzelfde soort probleem toen Jado Yukihiro Kanemura in het vuur gooide waardoor vijfenzeventig procent van Kanemura's rug en schouders verbrand werd.

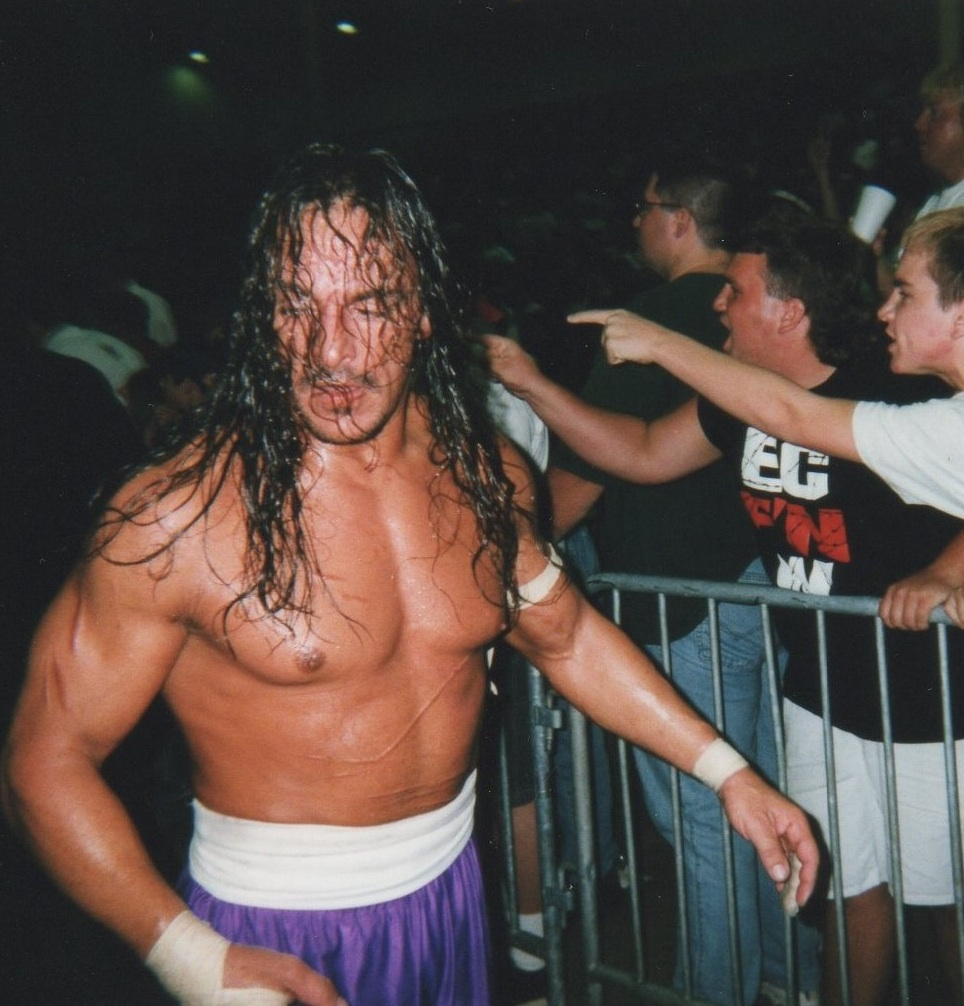
Sabu

Op 16 februari 1993 had Onita opnieuw een ongelukkig moment tijdens een wedstrijd tegen The Gladiator. Onita slikte tijdens de wedstrijd per ongeluk een stuk prikkeldraad in. Desondanks worstelde hij de wedstrijd uit. In het ziekenhuis werd het stuk prikkeldraad er via zijn hals uitgehaald. Onita kon vervolgens twee maanden niet in actie komen, iets wat dramatisch was voor de toeschouwersaantallen bij de shows van FMW.
Een nieuw soort wedstrijd werd uitgevonden voor de match tussen Onita en Terry Funk op 5 mei 1993. Niet alleen had de ring explosief prikkeldraad. De ring zou na vijftien minuten ook 'ontploffen'. Dit effect werd gecreëerd door veel vuurwerk om de ring te ontsteken. De desbetreffende show werd een van de succesvolste in de geschiedenis van FMW. 41000 fans kwamen kijken naar het spektakel en het leverde in totaal meer dan 1,8 miljoen dollar op.
Ondanks de toenemende populariteit van FMW had de organisatie om meer kaartjes te verkopen banden met de Yakuza. De Yakuza kochten vele kaarten om die vervolgens door te verkopen of om een eigen sectie te hebben in het publiek. Worstelaars werd verteld dat wanneer het gevecht zich afspeelde in het publiek zij niet in de sectie met Yakuza toeschouwers mochten worstelen. In een wedstrijd tegen The Gladiator negeerde Sabu deze regel echter en ging verder met het gevecht in de sectie van de Yakuza. Na de wedstrijd werd Sabu opgewacht door leden van de Yakuza die vervolgens op hem in begonnen te slaan. Een andere worstelaar zag wat er gebeurde en hielp Sabu door enkele Yakuza leden van hem af te slaan. De twee sloten zich daarna in in de kleedkamer terwijl de Yakuza leden hun buiten stonden op te wachten. Onita moest vervolgens zijn excuses aanbieden voor het gedrag van Sabu voordat de Yakuza leden eindelijk vertrokken.
Op 5 mei 1995 vocht Onita in een Retirement Match tegen Hayabusa. Onita won de wedstrijd uiteindelijk maar het was Hayabusa die het nieuwe gezicht van de promotie werd. De fans waren echter niet direct gecharmeerd van Hayabusa als het gezicht van FMW en de toeschouwersaantallen liepen terug. FMW kwam door de moeilijke periode heen en steeds meer werd Hayabusa geaccepteerd als vervanger van Atsushi Onita. Shoichi Arai werd de nieuwe eigenaar van FMW nadat Onita gestopt was. Arai bracht langzaamaan een eind aan de vele deathmatches en koos in plaats daarvan voor meer entertainment.
In 2001, in een wedstrijd tegen Mammoth Sasaki, brak Hayabusa zijn nek na een mislukte 'moonsault'. Hayabusa werd verlamd maar kreeg een jaar later weer controle over zijn benen. Eind 2001 was Shoichi Arai zo'n miljoen dollar verschuldigd aan invloedrijke bedrijven in Japan, bedrijven die vermoedelijk in connectie stonden met de Yakuza. Arai realiseerde zich dat de promotie er niet meer bovenop kwam en besloot ermee te stoppen. De laatste show was op 4 februari 2002. Op 15 februari 2002 werd het bedrijf failliet verklaard. Op 16 mei 2002 hing Arai zichzelf op in een park zodat zijn familie de Yakuza kon afbetalen van de levensverzekering.

## Bekende (oud-)worstelaars
- Atsushi Onita
- Rey Misterio Sr.
- Tarzan Goto
- Chris Jericho
- Mr. Pogo
- Sabu
- The Sheik
- Mr. Gannosuke
- Tiger Jeet Singh
- Jinsei Shinzaki
- Mitsuhiro Matsunaga
- Terry Funk
- Hayabusa
- Mick Foley
- D-Von Dudley
- Tommy Dreamer
- Big Van Vader
- Bubba Ray Dudley
- Bam Bam Bigelow
- Robert Szatkowski
- Shane Douglas
- Balls Mahoney
- Raven
- Super Leather
- Jun Kasai